# 威廉·普洛特
威廉·普洛特（William Prout，1785年1月15日—1850年4月9日）FRS，是英國化学家、外科醫生、自然神論者。今天他被人們所銘記主要是因為所謂的普洛特假說。該假說指出“如果氫的原子量為1，那麼所有其他原子的原子量都是它的整數倍，氫原子是所有其他原子的組成單元。”

## 生平
威廉·普洛特在1785年在格洛斯特郡的霍頓出生，十七歲時由牧師教育他。後來在布里斯托爾的Redland學院及爱丁堡大学求學，1811年獲得医学士學位。他的專業主要是在倫敦擔任外科醫生，但也有從事化學研究。他是生物化學領域的活躍研究者，進行許多生物分泌物的分析，他認為那是體內組織分解所產生的。普洛特在1823年發現胃液中含有盐酸，可以用蒸餾胃液來分離。他在1827年時提出了食物成份的分類概念，將食物成份分類為糖及澱粉、油狀體及蛋白，之後才分為成糖类、脂肪及蛋白质。

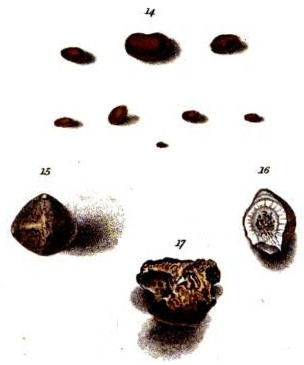
威廉·普洛特發現，不同種類的尿路結石

現代人對威廉·普洛特的認識，主要因為他在物理化学上的貢獻。他在1815年以當時可得的原子量表為基礎，匿名的提出假說，認為每一個原子的原子量都是氫原子原子量的整數倍，因此推測氫原子是唯一真正的基本粒子（他稱為是protyle），其他化學元素的原子是由不同數量的氫原子組成，這就是普洛特假說。當時沒有準確的測量來佐證普洛特假說，但這是對原子結構很基本的概念。因此欧内斯特·卢瑟福在1920年將新發現的質子命名為 proton，其中的一個原因就是紀念威廉·普洛特的貢獻。
普洛特對气压表的改進有所貢獻，皇家学会將他的設計成為國家標準。
普洛特在1819年獲選為皇家学会院士。他在1831年向倫敦皇家內科醫師學會講述了Goulstonian Lecture，內容是將化學應用在醫學中。
普洛特寫了第八本 Bridgewater Treatise，名為 Chemistry, Meteorology, and the Function of Digestion, considered with reference to Natural Theology。在書中他開始用 convection（傳導）一詞來說明能量的轉換。
普洛特在1814年和住在愛丁堡的亞歷山大·亞當的女兒艾格尼絲·亞當結婚，他們生了六個小孩。普洛特在1850年在倫敦過世，安葬在肯薩爾格林公墓。
普洛特是核子结合能的單位，是氘结合能的1/12，或是185.5電子伏特。此單位得名自普洛特。在早期為質子命名時，Proutons也是其中可能的名稱之一。

## 榮譽及獎項
- 皇家学会院士（1819年)
- 科普利獎章（1827年）
- 皇家物理學會成員（1829年）

## 文獻

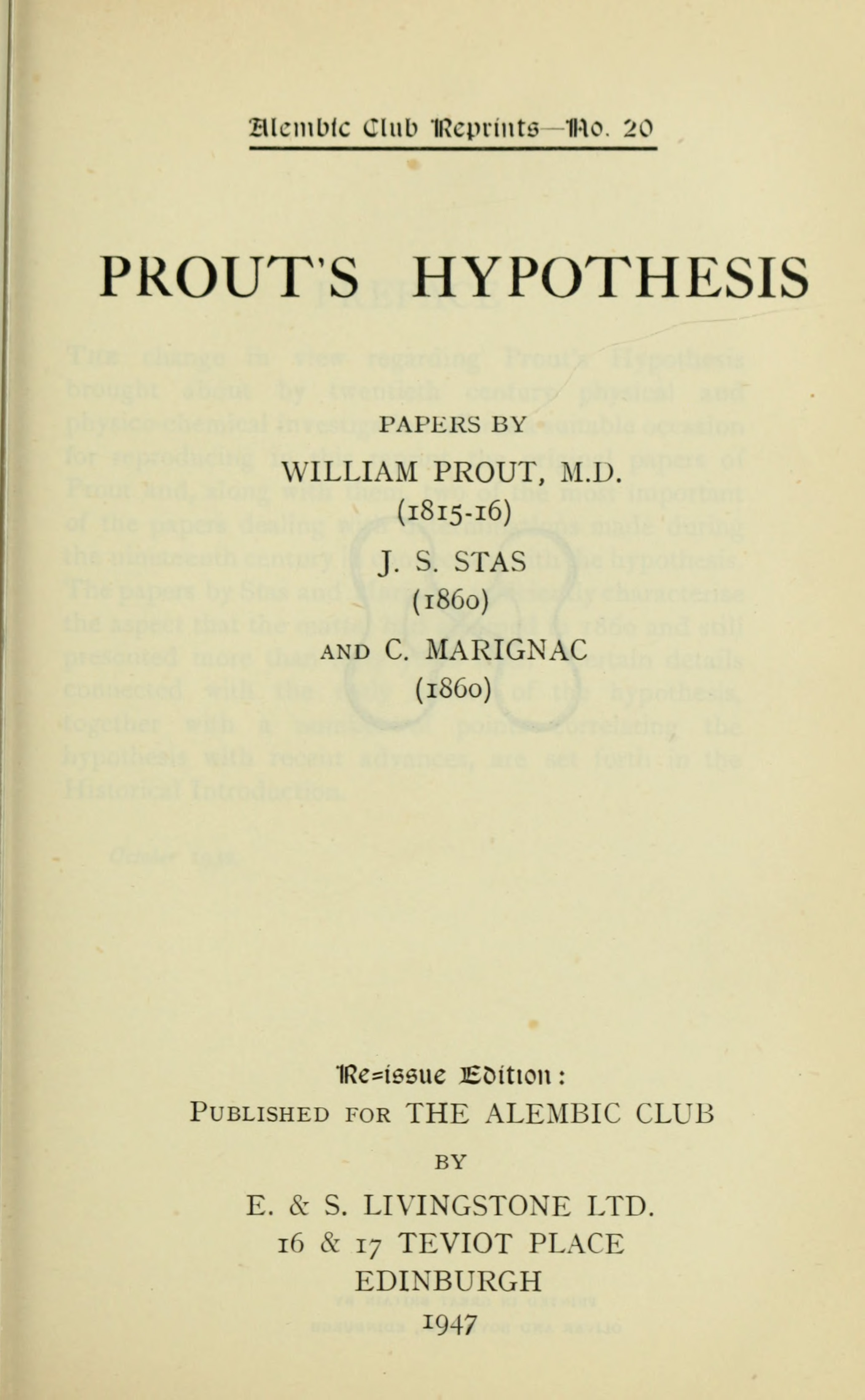
普洛特假說, 1947年

- Anonymous (Prout, William). . Annals of Philosophy. 1815, 6: 321–330  [2020-07-13]. （原始内容存档于2020-11-25）.
- Prout, William. . Annals of Philosophy. 1816, 7: 111–113  [2020-07-13]. （原始内容存档于2020-11-25）.
- Prout, William.  2. London: Baldwin, Craddock, and Joy. 1825. William Prout.
- Prout, William (1834).  Chemistry, Meteorology, and the Function of Digestion Considered with Reference to Natural Theology; Bridgewater Treatises, W. Pickering (reissued by Cambridge University Press, 2009; ISBN 978-1-108-00066-6)
- Prout, William.  3. London: John Churchill. 1849. William Prout.

## 註解
1. ↑  Rosenfeld, Louis. . Clinical Chemistry. 2003, 49 (4): 699–705  [2020-07-13]. PMID 12651838. doi:10.1373/49.4.699 . （原始内容存档于2011-06-07）.
2. 1 2  .   [2020-07-13]. （原始内容存档于2015-04-26）.
3. 1 2  . BMJ. 1945, 2 (4421): 437. PMC 2059932 . doi:10.1136/bmj.2.4421.437-a.
4. ↑  Price, Catherine. . Distillations. 2018, 4 (2): 27–35  [30 October 2018]. （原始内容存档于2020-08-23）.
5. ↑  Prout, William.  2. London: Baldwin, Craddock, and Joy. 1825. William Prout.
6. ↑  Lederman, Leon. . 1993.
7. ↑  . London: The Royal Society.   [14 July 2010]. （原始内容存档于2010-03-24）.
8. ↑  Burr, A. C. . Isis. 1934, 21: 169–186. doi:10.1086/346837.
9. ↑  Brock, W. H. . Notes and Records of the Royal Society of London. 1970, 24 (2): 281–294. doi:10.1098/rsnr.1970.0020.
10. ↑  Brock, W. H. . Journal of Chemical Education. 1963, 40 (12): 652–655. doi:10.1021/ed040p652.

## 延伸閱讀
- Ahrens, Richard. . The Journal of Nutrition. 1 January 1977, 107 (1): 15–23  [6 March 2008]. PMID 319206. doi:10.1093/jn/107.1.15. （原始内容存档于2009-09-25）.
- Benfey, O. Theodore. . Journal of Chemical Education. 1952, 29 (2): 78–81. doi:10.1021/ed029p78.
- Brock, W. H. . Journal of Chemical Education. 1963, 40 (12): 652–655. doi:10.1021/ed040p652.
- Brock, W. H. . Medical History. 1 April 1965, 9 (2): 101–126. PMC 1033468 . PMID 14309114. doi:10.1017/s0025727300030386.
- Brock, W. H. . Bristol, England: Adam Hilger Ltd. 1985. ISBN 978-0-85274-801-5.
- Copeman, W. S. C. . Notes and Records of the Royal Society of London. 1970, 24 (2): 273–280. JSTOR 531294. PMID 11609781. doi:10.1098/rsnr.1970.0019 .
- Gladstone, Samuel. . Journal of Chemical Education. 1947, 24 (10): 478–481. doi:10.1021/ed024p478.
- Rosenfeld, Louis. . Clinical Chemistry. 2003, 49 (4): 699–705  [2020-07-13]. PMID 12651838. doi:10.1373/49.4.699 . （原始内容存档于2011-06-07）.
- Siegfried, Robert. . Journal of Chemical Education. 1956, 33 (6): 263–266. doi:10.1021/ed033p263.
- The Semiempirical Formula for Atomic Masses （页面存档备份，存于）